# حرف پول (فیلم ۱۹۷۲)
«حرف پول» (انگلیسی: Money Talks (1972 film)) یک فیلم است که در سال ۱۹۷۲ منتشر شد.